# سمير لمودع
سمير لمودع مواليد 23 يوليو 1981 في شلغوم العيد، الجزائر، هو لاعب كرة قدم جزائري يلعب مع أهلي برج بوعريريج كلاعب وسط.

## المسيرة الاحترافية

### أندية لعب لها
- مولودية بجاية
- وفاق سطيف
- الاتحاد الرياضي لمدينة سطيف
- شباب أوراس باتنة
- مولودية باتنة
- أهلي برج بوعريريج

## روابط خارجية
- سمير لمودع على موقع قاعدة بيانات كرة القدم.إي يو (الإنجليزية)
- سمير لمودع على موقع Soccerway.com (الإنجليزية)